# Neshta
Neshta — компьютерный вирус 2005 года. Название вируса происходит от белорусско слова «нешта», означающего «что-то». Программа является приложением Windows (exe-файл). Написана на Delphi. Размер оригинального вредоносного файла — 41 472 байта. Это файловый вирус — тот тип вируса, который уже не популярен в настоящее время.
В базах антивирусных программ Neshta определяется так:
- Virus.Win32.Neshta.a — Антивирус Касперского
- Win32.HLLP.Neshta — Dr. Web
- Win32.Neshta — NOD32
- Win32.Neshuta — Symantec
- Win32.Apanas — Avast Antivirus
- Virus.Win32.Neshta.B — 360 Total Security
- Virus:Win32/Neshta.C — Microsoft Security Essentials

## Симптомы вируса
Попытка запуска какого-либо приложения не даёт результата. Каждый файл с расширением .exe стал больше на 41472 байт. Сам вирус создаёт в системной папке (Windows) файл svchost.com, который является телом вируса.
В реестре создается запись:
[HKCR\exefile\shell\open\command]
@="%WINDIR%\svchost.com \"%1\" %*"
Таким образом, все exe-файлы в системе при запуске будут вызывать новоявленный svchost.com, который и будет запускать вирус. Сам вирус будет искать файлы с расширением exe, и заражать их, добавляя к ним вредоносный код, тем самым увеличивая размер файла на уже сказанное выше количество байт (41472 байта).

## Послание автора
Известно две версии вируса — «а» и «b». Версия «a» содержит в себе послание автора следующего содержания:

«Delphi-the best. Fuck off all the rest. Neshta 1.0. Made in Belarus. Прывітанне ўсім ~цікавым~ беларус_кім дзяўчатам. Аляксандр Рыгоравіч, вам таксама. Восень — кепская пара… Аліварыя — лепшае піва! Best regards 2 Tommy Salo. [Nov-2005] yours [Dziadulja Apanas]»

Текст составлен частично на белорусском, частично на английском языках. Перевод: «Delphi — лучший. Остальные пусть убираются [примерный цензурированный перевод]. Привет всем ~интересным~ белорусским девушкам. Александр Григорьевич, вам также. Осень — плохая пора. „Оливария“ — лучшее пиво. Наилучшие пожелания Томми Сало».

## Факты
- В 2007 году широкую огласку получил случай заражения вирусом Neshta всего компьютерного парка крупного белорусского банка «Технобанк», в результате которого клиенты банка на протяжении нескольких суток не могли проводить денежные операции. Сообщение о данном инциденте появилось в телевизионных новостях белорусского канала «ОНТ».
- Правоохранительные органы Белоруссии в 2006 году заявили о намерении найти и привлечь к ответственности автора вредоносного кода, однако до сих пор имя автора Neshta неизвестно.
- Кроме стран СНГ, вирус распространился (менее значительно) на территории США, Канады, Польши, Германии, Бразилии и других стран.
- На протяжении всего времени с момента обнаружения, страница с описанием вируса Neshta в «Вирусной энциклопедии» находится в десятке самых посещаемых.